# Нечаєв Олександр Євгенович
Олександр Євгенович Нечаєв (рос. Александр Евгеньевич Нечаев; нар. 17 липня 1989, Саратов, РРФСР) — російський футболіст, нападник.

## Життєпис
Вихованець СДЮСШОР «Сокіл» (Саратов) та УОР «Майстер-Сатурн» (Єгор'євськ). У 2005-2006 роках зіграв 8 матчів за дублюючу команду раменського «Сатурна», у 2007-2008 роках провів 49 матчів, забив 9 м'ячів у другому дивізіоні за «Сокіл-Саратов». 2009 року грав за фінський «Якобстадс», забив 13 м'ячів. У сезоні 2010 року в другому дивізіоні у складі «Губкін» зіграв 25 матчів, відзначився 3-ма голами. 2011 року гуду грав за молдовську «Дачію» (Кишинів), яка стала в сезоні 2010/11 чемпіоном країни — 24 гри, 4 голи. Далі грав за клуби першості ПФЛ «Зірка» (Рязань) (2012), «Губкін» (2012-2013), «Рязань» (2014), СКЧФ (Севастополь) (2014), «Зеніт» (Пенза) (2015).